# Rancho Blanco, Matachí
Rancho Blanco är en ort i Mexiko.   Den ligger i kommunen Matachí och delstaten Chihuahua, i den nordvästra delen av landet, 1 400 km nordväst om huvudstaden Mexico City. Rancho Blanco ligger 1 927 meter över havet och antalet invånare är 122.
Terrängen runt Rancho Blanco är platt åt nordost, men åt sydväst är den kuperad. Rancho Blanco ligger nere i en dal. Runt Rancho Blanco är det mycket glesbefolkat, med 7 invånare per kvadratkilometer. Närmaste större samhälle är Cocomorachic, 19,2 km väster om Rancho Blanco. Trakten runt Rancho Blanco består i huvudsak av gräsmarker.